# 水平律動
水平律動，又稱全身週期性加速運動（英語：Whole-body periodic acceleration，縮寫：WBPA），是一種人們躺下來，透過設備進行來回反覆、從頭到腳水平方向的律動療法。目前市面上常見的水平律動設備如：水平律動床、水平律動沙發椅等...近年來有部分國內外論文初步證實，水平律動在心血管功能、加速肌肉恢復、血液循環等方面具有正面影響。

## 發展簡史
水平律動的概念最初源自於美國邁阿密西奈山醫學中心馬文·薩克納（Marvin A. Sackner）醫師的研究。當時薩克納醫師在研究嬰兒猝死症以及呼吸衰竭的治療方法，他觀察到父母經常對襁褓中的嬰兒做出拍打搖晃的行為，來企圖救回嬰兒。
為了證實此做法是否有效，薩克納醫師發明了一台儀器，用來監測前後振動的胸腹氣壓變化，稱之為微量呼吸儀（Respitrace），並於1996年向美國國家衛生院研究院申請人體實驗，最終結果顯示，透過來回拍打推動，可以使得嬰兒的吐氣量增加10-15%，降低嬰兒猝死症的發生機率。
後續薩克納醫師將儀器重新命名，改為全身週期性加速機，這也成為了現代水平律動機的雛形。
時至今日，水平律動的相關設備已出現在部分復健場域，同時也有水平律動床、律動沙發等相關設備，將其功能與家具結合，應用於日常生活中。然而，雖然有相關研究證實WBPA在心血管、肌肉等領域具有幫助，但長期臨床試驗仍有待更進一步的研究與驗證。

## 水平律動的臨床案例與應用
1. 預防心臟血管疾病：目前有許多水平律動保護心血管的動物研究，例如邁阿密大學的亞當斯醫師找了20隻小豬來做實驗，他先讓小豬進行60分鐘的水平律動，並透過電擊使其昏迷休克，後續透過心肺復甦急救，並觀察實驗組與對照組的差異。結果發現，事前接受過水平律動的豬隻有以下三個特點：「較少發生心肌靜止、重要器官血液供應量較多、一氧化氮的活性表現較佳」，結論顯示，水平律動的確對於心臟血管疾病有預防保護作用。[7]
2. 製造一氧化氮：水平律動在製造一氧化氮的研究已有20餘年，包含體外細胞實驗、臨床動物實驗以及基因研究等等。研究人員亞當斯(Adams JA)以分離豬的主動脈進行實驗，在主動脈內皮組織經過水平律動之後，組織中的一氧化氮量提升了10倍[8]
3. 帕金森氏症的症狀改善：帕金森氏症是大腦的基底核與黑質細胞退化，導致無法製造足夠的多巴胺，導致患者的肌肉不自主抽動、四肢僵硬等症狀。薩克納醫師曾針對輕度與重度的帕金森氏患者進行水平律動的研究，在經過10天的水平律動後，三分之二的患者皆有症狀減緩的跡象。[9]